# 拉巴赫·比塔特
拉巴赫·比塔特（Rabah Bitat） (阿拉伯語：رابح بيطاط, 1923年12月19日—2000年4月10日) 阿尔及利亚政治人物。他1977年4月到1990年10月担任阿尔及利亚全国人民议会主席，胡阿里·布邁丁总统去世后，1978年12月27日到1979年2月9日担任45天的阿尔及利亚临时总统。
妻子佐拉·德里夫，是国家委员会的成员。